# Visions of Atlantis
Visions of Atlantis è una band austriaca di symphonic metal originaria della Stiria, fondata nel 2000.
L'ispirazione è venuta sia dalla famosa band finlandese di symphonic metal Nightwish che dal mito di Atlantide, nei recenti album la band ha adottato un tema piratesco che ha caratterizzato l'album Pirates e Pirates II - Armada.

## Storia del gruppo

### Eternal Endless Infinity e cambi di formazione (2000–2004)
Affascinati dal mito di Atlantide, Werner Fiedler, Thomas Caser, Christian Stani e Chris Kamper decisero nell'agosto del 2000 di sviluppare un concept ispirato al segreto di Atlantide. Verso la fine dell'estate, il mezzosoprano Nicole Bogner si unì al progetto, e così nacque Visions of Atlantis. Un primo demo, "Morning in Atlantis", fu pubblicato nel 2000.
Nel 2001 firmarono con TTS Media Music/Black Arrow Productions, e nel 2002 fu pubblicato il loro primo album, "Eternal Endless Infinity".
Nel 2003, la band subì alcuni cambi di formazione, sostituendo Christian Stani con Mario Plank e Chris Kamper con Miro Holly.

### Cast Away e l'uscita di Nicole (2004–2005)
Ora con Napalm Records, la band pubblicò il suo secondo album in studio, "Cast Away", a livello mondiale nel novembre 2004. Per celebrare l'uscita, i Visions of Atlantis hanno prodotto il loro primo video musicale ufficiale per il brano "Lost", che ricevette notevole trasmissione su VIVA e MTV tedesca, permettendo alla band di presentare l'album. La canzone "Lemuria" dall'album fu utilizzata dall'organizzatore del Campionato Mondiale di Atletica del 2011 a Daegu (Corea del Sud) come inizio delle cerimonie di premiazione. All'inizio del 2005, i Visions of Atlantis si imbarcarono nel loro tour in Europa, supportati dai compagni di etichetta Elis e dalla band di Celtic rock Lyriel.
Alla fine del 2005, Bogner lasciò la band a causa di altri impegni.

### Nuova cantante e Trinity (2005–2007)
Dopo l'uscita di Nicole dalla band, fu sostituita dalla cantante soprano americana Melissa Ferlaak (ex Aesma Daeva) e Wolfgang Koch sostituì Werner Fiedler. Nel 2006, Martin Harb, che aveva già suonato con VoA durante il loro tour in Messico nel 2003, sostituì Miro Holly. Nel maggio 2007, i VoA pubblicano il loro terzo album "Trinity", masterizzato ai Finnvox Studios e registrato al Bavarian Dreamscape Studio. Nell'autunno successivo,  partono per gli Stati Uniti, in tour insieme agli Epica per 6 settimane, guadagnandosi numerosi nuovi fan.

### Uscita di Melissa Ferlaak e Wolfgang Koch (2007–2008)
Al ritorno, la band attraversò cambiamenti nella formazione. Il 28 novembre 2007, un messaggio fu postato sul sito ufficiale di VoA annunciando che Melissa Ferlaak e Wolfgang Koch avevano lasciato la band, entrambi citando motivi personali. Successivamente, Visions of Atlantis annunciò pochi giorni dopo che il loro ex chitarrista, Werner Fiedler, era rientrato nella band.

### Joanna Nieniewska e Maxi Nil (2008–2009)
Dopo la partenza di Melissa, la band cercò un sostituto per la cantante, e scrisse anche il materiale per il quarto album. La band pubblicò un annuncio sul loro sito web per la posizione di cantante femminile per diversi mesi, e il 3 settembre 2008, annunciarono finalmente di aver trovato una nuova cantante femminile; tuttavia, la sua identità non fu rivelata fino al 1º febbraio 2009, quando si scoprì essere la cantante soprano austriaca ventenne, Joanna Nieniewska.
Il 29 luglio 2009, la band annunciò che a causa di problemi di salute, Joanna Nieniewska non faceva più parte della band ma continuerà a supportare VoA dietro le quinte.
La band annunciò la nuova cantante sostituta, Maxi Nil dalla Grecia, nota anche per il suo lavoro con On Thorns I Lay, come ospite cneion Moonspell e con la sua ex band Elysion.

### Delta e Maria Magdalena EP (2010–2011)
Il 3 dicembre 2010, il gruppo annunciò il titolo del loro quarto album in studio, "Delta," che fu pubblicato il 25 febbraio 2011 a livello mondiale.
Il 18 luglio 2011, il bassista Mario Lochert lasciò la band a causa di differenze interne fondamentali. In una intervista, Harb ha dichiarato che la band non ha intenzione di sostituirlo. Invece, continueranno senza un bassista come membro fisso della band.
Nell'agosto 2011, la band annunciò il titolo del loro primo EP, "Maria Magdalena." Fu pubblicato il 21 ottobre 2011.

### Morte di Nicole Bogner e Ethera (2012–2013)
Il 6 gennaio 2012, Visions of Atlantis annunciò sulle loro pagine Facebook e MySpace che l'ex cantante Nicole Bogner era morta all'età di 27 anni dopo aver sofferto di una grave malattia per un lungo periodo di tempo. La band disse di essere triste per aver perso la loro prima vocalist e espresse la sua gratitudine a Bogner per il tempo trascorso con la band.
Il 27 gennaio 2012, la band annunciò il titolo "Ethera" per il loro prossimo album, che era programmato per essere pubblicato nel 2012. "Ethera" fu pubblicato il 22 marzo 2013. Fu il primo album con il chitarrista Christian Hermsdörfer e senza un bassista ufficiale. Fu dedicato alla memoria di Bogner.

### Cambi di formazione e The Deep & the Dark (2013–2019)
Il 6 dicembre 2013, la band annunciò sulla loro pagina Facebook che la maggior parte della formazione avrebbe lasciato i Visions of Atlantis, lasciando l'unico membro fondatore rimasto Thomas Caser alla batteria. Questa decisione fu presa principalmente per scelte musicali dei membri uscenti, mentre la band originaria voleva tornare al suo stile classico. Così, accolsero nuovamente alcuni dei loro vecchi membri: Werner Fiedler (chitarre), Chris Kamper (sintetizzatori) e Michael Koren (basso). Maxi Nil fu sostituita da Clémentine Delauney, e Mario Plank da Siegfried Samer. Michael Koren fu sostituito da Herbert Glos al basso alla fine del 2017, e Werner Fiedler da Christian Douscha nello stesso periodo. Chris Kamper lasciò la band nel 2015.
Il loro nuovo album "The Deep & the Dark" fu pubblicato il 16 febbraio 2018.

### Wanderers e Pirates con Clementine Delauney e Michele (Meek) Guaitoli alla voce (2019–presente)
Dopo tour estensivi con Serenity e Kamelot, oltre a diverse esibizioni in festival nel 2018, la band ha pubblicato il loro primo album live "The Deep & the Dark Live @ Symphonic Metal Nights" il 16 febbraio 2019, che ha presentato il nuovo cantante maschile Michele Guaitoli (della band italiana di metal sinfonico Temperance, Era) condividendo il ruolo di voce principale con Siegfried Samer, il primo avendo sostituito permanentemente il secondo alla fine del tour Symphonic Metal Nights IV alla fine del 2018.
La band ha poi annunciato il 1º luglio 2019 che il loro settimo album "Wanderers" sarebbe stato pubblicato il 30 agosto 2019 tramite Napalm Records. L'album ha nuovamente visto Clémentine Delauney e Michele Guaitoli condividere il ruolo di voce principale.
Durante la pandemia nel 2020, Visions of Atlantis ha pubblicato il loro primo DVD / Blu-ray live con il titolo "A Symphonic Journey To Remember" il 30 ottobre. Lo spettacolo è stato registrato al festival Bang-Your-Head in Germania nel 2019 insieme alla Bohemian Symphony Orchestra di Praga.
Il 7 marzo 2022, la band ha annunciato che il loro ottavo album "Pirates" sarebbe stato pubblicato il 13 maggio.  Con arrangiamenti orchestrali e cori più elaborati, la band non solo ha affascinato i fan, ma ha anche ricevuto una grande risposta dalla stampa.
Il 20 marzo 2024, la band ha annunciato il loro prossimo nono album in studio "Pirates II – Armada" che verrà pubblicato il 5 luglio 2024, anticipato dai singoli Armada e Monsters.
Nel luglio 2025 la band pubblica l'album live Armada Live Over Europe.

## Discografia
Album in studio
- 2002 - Eternal Endless Infinity
- 2004 - Cast Away
- 2007 - Trinity
- 2011 - Delta
- 2013 - Ethera
- 2018 - The Deep & The Dark
- 2019 - Wanderers
- 2022 - Pirates
- 2023 - Pirates II - Armada

Album live
- 2025 - Armada Live Over Europe

EP
- 2011 - Maria Magdalena

## Formazione

### Formazione attuale
- Clementine Delauney - voce femminile (2013-oggi)
- Michele Guaitoli – voce maschile (2018–oggi)
- Christian Douscha - chitarra (2017-oggi)
- Herbert Glos - basso  (2017-oggi)
- Thomas Caser - batteria (2000-oggi)

### Ex componenti
- Nicole Bogner - voce femminile (2000-2005; deceduta nel 2012)
- Melissa Ferlaak - voce femminile (2005-2007)
- Joanna Nieniewska - voce femminile (2009)
- Maxi Nil - voce femminile (2009-2013)
- Christian Stani - voce maschile (2000-2003)
- Mario Plank - voce maschile (2003-2013)
- Wolfgang Koch - chitarra (2005-2007)
- Mario Lochert - basso (2010-2011)
- Miro Holly - tastiera (2003-2006)
- Martin Harb - tastiera (2006-2013)
- Christian Hermsdörfer – chitarra (2011–2013)
- Chris Kamper - tastiera (2000-2003, 2013-2017)
- Michael Koren - basso (2000-2009, 2013-2017)
- Werner Fiedler - chitarra (2000-2005, 2007-2011,2013-2017)
- Siegfried Samer - voce maschile (2013-2017)